# Pompeii
«Pompeii» ― песня британской инди-рок группы Bastille. Это четвёртый сингл из дебютного альбома Bad Blood группы и первый сингл получивший широкую ротацию на радио и промокампанию. Релиз песни состоялся 11 января 2013. В Великобритания "Pompeii" достигла №2 в UK Singles Chart, в Австралии №4 в ARIA Charts, в США №5 в Billboard Hot 100.
Лирика песни об одноимённом городе в Римской империи, который был разрушен извержением вулкана Везувий в 79 году нашей эры. "Pompeii" была номинирована на премию BRIT Awards 2014 в номинации "Британский сингл года".
Ремикс на "Pompeii", сделанный Audien, был номинирован на Грэмми в категории "Лучшая ремикшированная запись, не классическая", но проиграл песне "All of Me" с ремиксом от Tiesto.

## Коммерческий успех
Песня поднялась на первое место в Ирландии и на второе в Италии и Великобритании. Также синглу принадлежал рекорд (теперь принадлежит Clean Bandit с песней "Rather Be") по длительности пребывания на первом месте в Official Streaming Chart в течение 7 недель и занял второе место в итоговом годовом чарте. Тираж сингла в Великобритании составил 895 000 копий. В США песня заняла пятую позицию в Billboard Hot 100 на 29-й неделе в чарте, а общий тираж песни в стране составил 3.4 млн копий. В чарте Alternative Songs поднялась на первую позицию в октябре 2013.

## В массовой культуре
В октябре 2021 года припев песни стал интернет-мемом, включающим кадры до и после просмотра стран, штатов или провинций на карте, результатов выборов, которые обычно исчезают или меняются после исполнения строки «But if you close
your eyes». Припев также стал главным мемом в сообществе NASCAR из-за похожих событий, которые выглядят почти одинаково, например, финиши или аварии.

## Чарты
| Чарт (2013–14)                                                | Высшая позиция |
| ------------------------------------------------------------- | -------------- |
| Австралия (ARIA)                                              | 4              |
| Австрия (Ö3 Austria Top 40)                                   | 3              |
| Бельгия/Фландрия (Ultratop 50)                                | 3              |
| Бельгия/Валлония (Ultratop 50)                                | 35             |
| Бразилия (Billboard Brasil Hot 100)                           | 34             |
| Бразилия Hot Pop Songs                                        | 13             |
| Канада (Billboard Canadian Hot 100)                           | 6              |
| Чехия (Rádio — Top 100)                                       | 6              |
| Чехия (Singles Digitál Top 100)                               | 30             |
| Дания (Tracklisten)                                           | 21             |
| Франция (SNEP)                                                | 96             |
| Германия (GfK)                                                | 6              |
| Ирландия (IRMA)                                               | 1              |
| Израиль (Media Forest)                                        | 4              |
| Италия (FIMI)                                                 | 2              |
| Япония (Billboard Japan Hot 100)                              | 41             |
| Люксембург (Billboard Luxembourg Digital Song Sales)          | 6              |
| Мексика Ingles Airplay (Billboard)                            | 2              |
| Нидерланды (Dutch Top 40)                                     | 14             |
| Новая Зеландия (Recorded Music NZ)                            | 8              |
| Норвегия (VG-lista)                                           | 13             |
| Польша (Polish Airplay Top 100)                               | 4              |
| Шотландия (OCC Scotland)                                      | 1              |
| Словакия (Rádio — Top 100)                                    | 13             |
| Словакия (Singles Digitál Top 100)                            | 80             |
| Словения (SloTop50)                                           | 36             |
| ЮАР (EMA)                                                     | 8              |
| Швеция (Sverigetopplistan)                                    | 6              |
| Швейцария (Schweizer Hitparade)                               | 5              |
| Великобритания (OCC UK Singles)                               | 2              |
| Великобритания (OCC UK Singles) · "Pompeii/Waiting All Night" | 21             |
| США (Billboard Hot 100)                                       | 5              |
| США (Billboard Hot Rock & Alternative Songs)                  | 1              |
| США (Billboard Adult Alternative Songs)                       | 1              |
| США (Billboard Adult Contemporary)                            | 11             |
| США (Billboard Adult Pop Airplay)                             | 2              |
| США (Billboard Alternative Airplay)                           | 1              |
| США (Billboard Dance Club Songs)                              | 1              |
| США (Billboard Pop Airplay)                                   | 3              |
| США (Billboard Rock & Alternative Airplay)                    | 1              |

| Чарт (2013)                                         | Позиция |
| --------------------------------------------------- | ------- |
| Австралия (ARIA)                                    | 15      |
| Германия (Media Control AG)                         | 29      |
| Ирландия (IRMA)                                     | 6       |
| Новая Зеландия (Recorded Music NZ)                  | 25      |
| Великобритания UK Singles (Official Charts Company) | 11      |
| США Alternative Songs (Billboard)                   | 15      |
| США Rock Airplay (Billboard)                        | 16      |

| Чарт (2014)                                         | Позиция |
| --------------------------------------------------- | ------- |
| Канада (Canadian Hot 100)                           | 14      |
| Италия (FIMI)                                       | 78      |
| Великобритания UK Singles (Official Charts Company) | 79      |
| США Billboard Hot 100                               | 12      |
| США Hot Rock Songs (Billboard)                      | 1       |
| США Adult Alternative Songs (Billboard)             | 17      |
| США Adult Contemporary (Billboard)                  | 25      |
| США Alternative Songs (Billboard)                   | 8       |
| США Mainstream Top 40 (Billboard)                   | 11      |
| США Rock Airplay (Billboard)                        | 6       |

| Чарт (2016)               | Позиция |
| ------------------------- | ------- |
| Бразилия (Brasil Hot 100) | 50      |

## Сертификация
| Регион | Сертификация     | Продажи   |
| --- | ---------------- | --------- |
| Австралия (ARIA) | 9× Платиновый    | 630 000   |
| Австрия (IFPI Austria) | 3× Платиновый    | 90 000*   |
| Бельгия (BEA) | 2× Платиновый    | 40 000    |
| Бразилия (ABPD) | 2× Бриллиантовый | 500 000   |
| Канада (Music Canada) | 3× Платиновый    | 240 000*  |
| Дания (IFPI Danmark) | 3× Платиновый    | 270 000   |
| Германия (BVMI) | 5× Золотой       | 750 000   |
| Италия (FIMI) | 3× Платиновый    | 90 000    |
| Мексика (AMPROFON) | Платиновый       | 60 000*   |
| Новая Зеландия (RMNZ) | 5× Платиновый    | 150 000   |
| Испания (PROMUSICAE) | 2× Платиновый    | 120 000   |
| Швеция (GLF) | 7× Платиновый    | 280 000   |
| Швейцария (IFPI Switzerland) | Золотой          | 15 000^   |
| Великобритания (BPI) | 6× Платиновый    | 3 600 000 |
| США (RIAA) | 6× Платиновый    | 6 000 000 |
| Стриминг |                  |           |
| Дания (IFPI Danmark) | 2× Платиновый    | 3 600 000 |
| Испания (PROMUSICAE) | Золотой          | 4 000 000 |
| * Данные о продажах приведены только на основе сертификации. · ^ Данные о тиражах приведены только на основе сертификации. · Данные о продажах + прослушиваниях приведены только на основе сертификации. · Данные только о прослушиваниях приведены на основе сертификации. |                  |           |